# Hipoepa
Hipoepa — род совок из подсемейства совок-пядениц.

## Описание
Подкраевая линия передних крыльев с зубцом посередине. Внешний край передних крыльев со слабым, тупоугольным изломом. Передние крылья тёмно-коричневые, срединная тень выделяется более тёмной окраской, почти прямая. Передние лапки самца в проксимальной части и её ножны сильно расширены. В гениталиях самки задняя гофрированная части копуляционной сумки без перетяжки переходит в собственно корпус копуляционной сумки.

## Систематика
В составе рода:
- Hipoepa biangulata Bethune-Baker, 1908
- Hipoepa biasalis Walker, 1858
- Hipoepa brunneistriga Bethune-Baker, 1908
- Hipoepa fractalis Guenée, 1854
- Hipoepa invenustua Swinhoe, 1890
- Hipoepa lapsalis Walker, 1858
- Hipoepa porphyrialis Pagenstecher, 1900
- Hipoepa pusilla Butler, 1875
- Hipoepa raptatalis Walker, 1858
- Hipoepa tumidilinea Hampson
- Hipoepa undulata Moore, 1882